# Willem Sybrand Unger
Willem Sybrand Unger (Rotterdam, 17 februari 1889 – Den Haag, 23 maart 1963) was gemeentearchivaris van Middelburg en rijksarchivaris in Zeeland. Als economisch historicus was hij vooral bekend om zijn bronnenpublicaties.

## Levensloop
Unger werd in Rotterdam geboren als zoon van gemeentearchivaris Johan Hendrik Willem Unger (1861-1904). Na zijn gymnasiumopleiding ging hij staatsrecht en geschiedenis studeren in Leiden. Na zijn afstuderen liep hij in 1912/1913 in Gent college bij de Belgische historicus Henri Pirenne. In 1916 promoveerde hij in Leiden op De levensmiddelenvoorziening der Hollandsche steden in de Middeleeuwen. Aansluitend specialiseerde hij zich tot archivaris, onder leiding van de Leidse gemeentearchivaris J.C. Overvoorde. In 1918 werd hij gemeentearchivaris van Middelburg, wat hij combineerde met een leraarschap in het middelbaar onderwijs.
Als gemeentearchivaris publiceerde hij bronnenuitgaven en monografieën over de geschiedenis van Middelburg, zijn economische ontwikkeling, de woonhuizen en de monumenten. In 1930 voltooide hij de door Z.W. Sneller begonnen uitgave van Bronnen tot de geschiedenis van den handel met Frankrijk.
In 1940 werd het Middelburgs archief getroffen door een bombardement. Veel archivalia gingen daarbij verloren. Ungers bronnenuitgaven zijn daarom nog steeds van groot belang voor de geschiedschrijving van Middelburg en Zeeland. In 1944 maakte Unger promotie en werd hij rijksarchivaris in Zeeland. In deze functie heeft hij zich vooral gericht op het inventariseren van het archief van de Commerciecompagnie, de Gewestelijke Besturen en de handschriftenverzameling. Ook publiceerde hij over de VOC en de slavenhandel. Na zijn pensionering in 1954 werd hij inspecteur der provinciale archieven.
Naast zijn ambtelijke loopbaan vervulde Unger ook regionale wetenschappelijke functies. Kort na zijn aantreden werd hij benoemd tot conservator van de historisch-topografische atlas Zelandia Illustrata, een in 1863 door het Zeeuwsch Genootschap der Wetenschappen verworven collectie Zeeuwse prenten en tekeningen. Unger verzorgde een vierdelige catalogus van deze verzameling. In 1948 werd hij benoemd tot secretaris van het Zeeuwsch Genootschap. In die functie werd hij ook verantwoordelijk voor de dagelijkse leiding van het museum van het genootschap, het huidige Zeeuws Museum. Na een conflict over de koers van het genootschap stelde Unger zich niet opnieuw verkiesbaar als secretaris en vertrok in 1960 naar Rijswijk. Na zijn overlijden in 1963 richtte zijn echtgenote het Unger-Van Brero Fonds op waaruit aankomende economisch-historici een studietoelage konden krijgen.
Ungers werkzaamheden hebben bijgedragen tot de ontwikkeling van het Nederlandsch Economisch-Historisch Archief.